# 金孝珍 (1984年)
金孝珍（1984年2月10日—），韓國女演員。2007年2月22日，從漢陽大學戲劇電影學系畢業。2011年12月2日，與相戀5年的演員劉智泰結婚。2014年產下兒子。

## 演出作品

### 電視劇
- 2000年：KBS《RNA》飾演 金明淑
- 2000年：MBC《秘密》飾演 趙永蘭
- 2001年：MBC《悄悄愛上妳》飾演 姜太實
- 2004年：SBS《魔術》飾演 尹丹英
- 2005年：SBS《香港特急》飾演 崔瑪莉
- 2005年：KBS《她回來了》飾演 金素蓮
- 2005年：MBC《彩虹羅曼史》(客串)
- 2008年：SBS《幸福百分百》飾演 朴瑞允
- 2010年：KBS《瑪麗外宿中》飾演 徐淳
- 2012年：WOWOW《Strangers6》飾演 安智慧
- 2020年：JTBC《私生活》飾演 鄭福珠
- 2021年：JTBC《人間失格》飾演 敬恩
- 2022年：JTBC《模範刑警2》飾演 千娜娜
- 2023年：tvN《無人島的Diva》飾演 尹蘭珠
- 2024年：tvN《魅惑之人》飾演 慈芸英（特別出演）

### 電影
- 2003年：《The Legend of the Evil Lake（英语：妖魅湖）》飾演 紫雲飛
- 2004年：《三姐妹的情人》飾演 韓美英
- 2005年：《家門榮譽2之家門危機》（客串）
- 2006年：《光腳的基豐》飾演 蘇吉
- 2006年：《無賴老師》飾演 尹小珠
- 2009年：《五感圖》飾演 江娜露
- 2009年：《夢想成真》飾演 舞女荷娜
- 2009年：《田禹治》飾演 女演員（客串）
- 2011年：《難為情》飾演 尹智友
- 2012年：《慾望豪門》飾演 尹娜美
- 2013年：《結束與開始》飾演 娜露
- 2013年：《結婚前夕》飾演 裴珠英
- 2014年：《基因危機：天才科學家的五日》飾演 姜智媛
- 2016年：《你會在那裡嗎》（客串）

### MV
- 2002年：Moonchild《因為愛你》（與鄭俊鎬、九玻承）
- 2003年：尹健《怎麼辦》
- 2005年：KCM《Smile Again》（與鄭俊鎬、申恩慶）
- 2011年：SoulstaR & Wanted《愛沒有盡頭》

## 腳註
1. ↑  .   [2014-06-02]. （原始内容存档于2020-04-04）.

## 外部連結
- 金孝珍的Instagram帳戶